# Павлодарь
Павлодарь — опустевшая деревня в составе Медведковского сельского поселения Болховского района Орловской области. Население 0 человек (2010).

## География
Деревня расположена в центральной части Среднерусской возвышенности в лесостепной зоне, на севере Орловской области возле административной границы с Ульяновским районом Калужском области. Уличная сеть не развита.
Абсолютная высота 231 метр над уровня моря
.
Географическое положение
в 10 км. — административный центр поселения деревня Вязовая, в 30 км — административный центр района город Болхов
Климат
близок к умеренно-холодному, количество осадков является значительным, с осадками в засушливый месяц. Среднегодовая норма осадков — 627 мм. Среднегодовая температура воздуха в Болховском районе — 5,1 °C.

## Население
| 2010 |
| ---- |
| 0    |

Национальный и возрастной состав
На 2017—2018 гг., по данным администрации Медведковского сельского поселения, жителей нет.
По данным Всероссийской переписи населения 2010 года жителей нет.
Согласно результатам переписи 2002 года, в национальной структуре населения
русские составляли 100 % от общей численности населения в 3 жителя

## Инфраструктура
Нет данных

## Транспорт
Просёлочные дороги.